# Tatra 97
Tatra 97 — чехословацьке авто середнього класу, задумане як зменшений варіант Tatra 87. Впродовж 1937–1939 років було виготовлено 508 машин.

## Історія

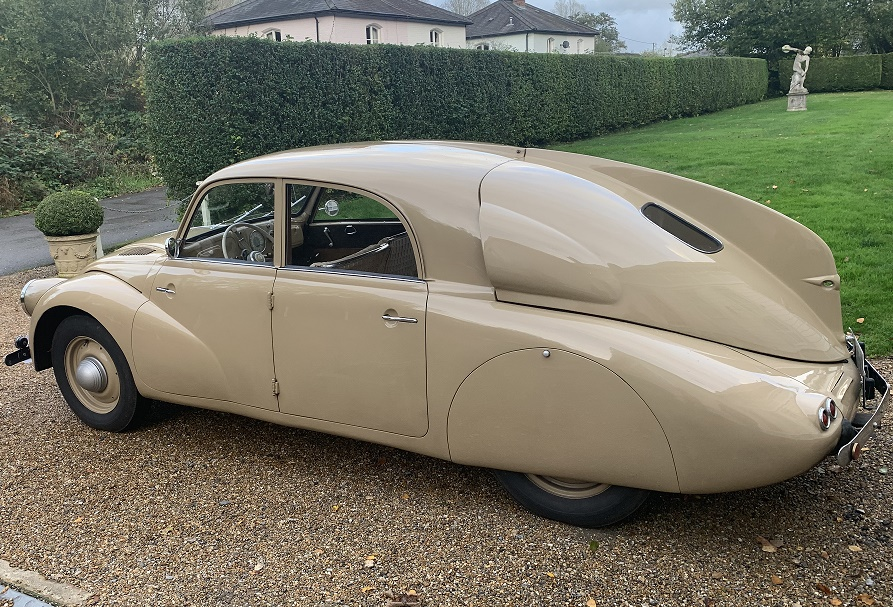
Tatra 97. Бічний вигляд

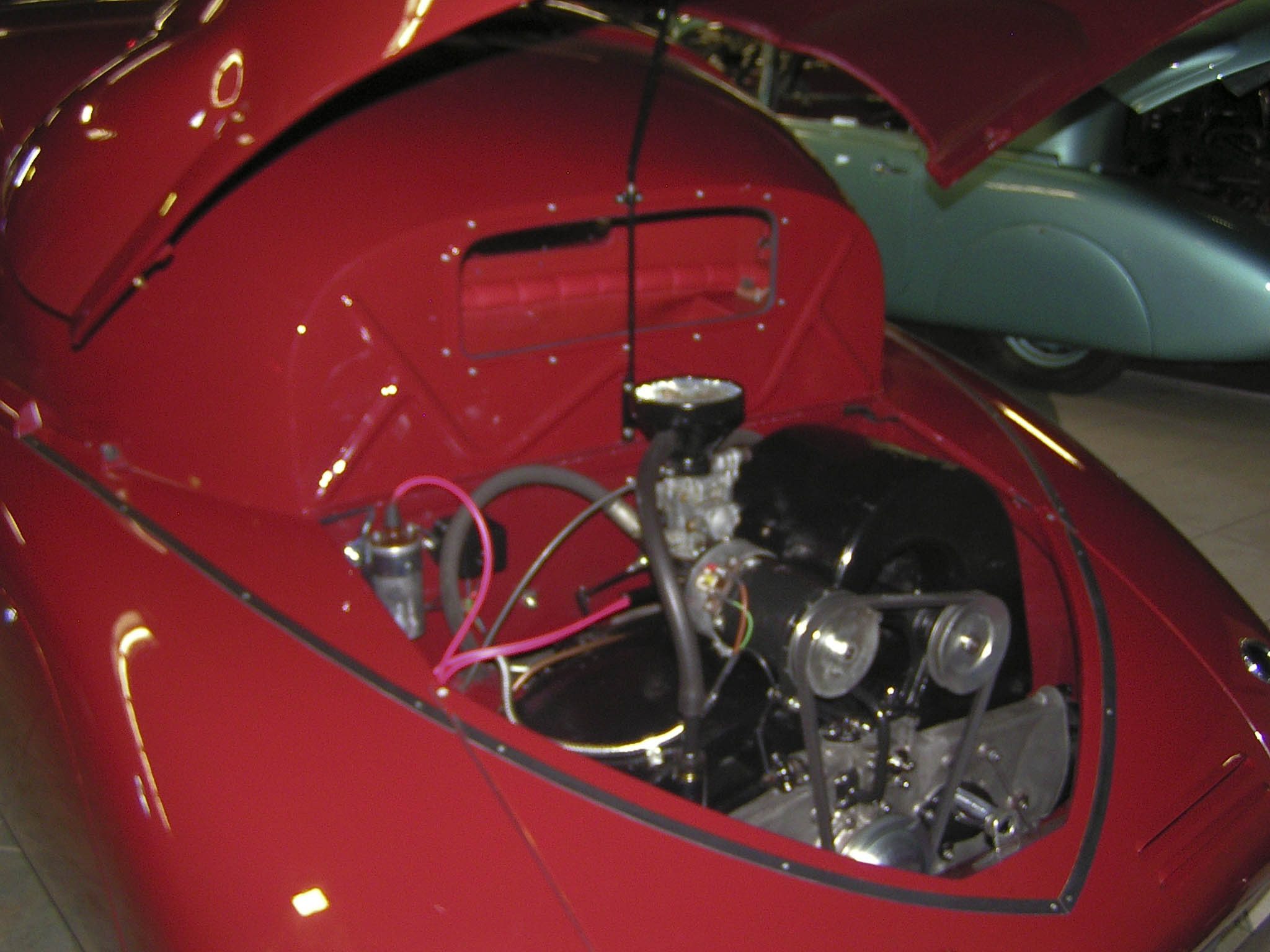
Моторний відсік

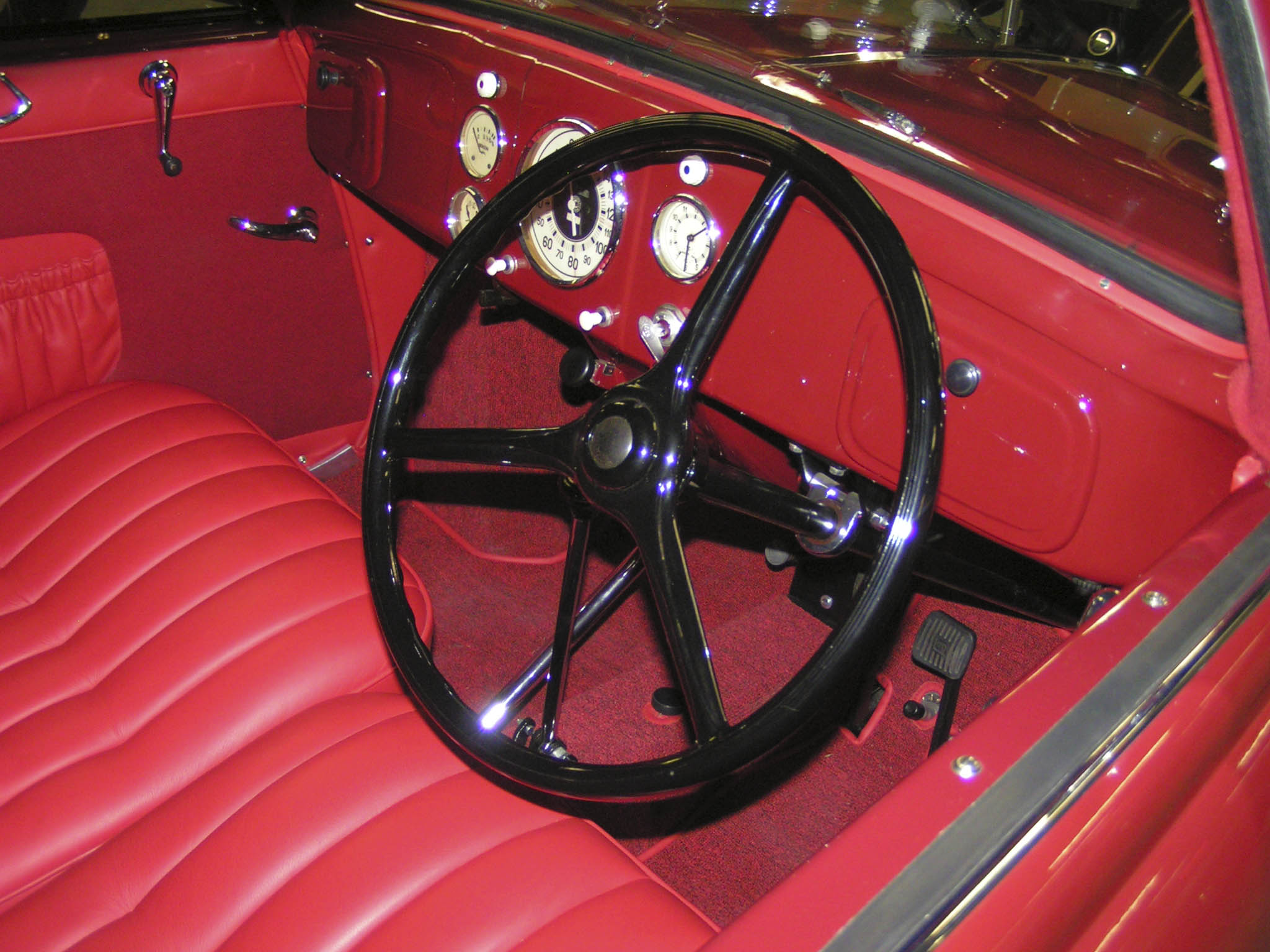
Панель приладів

Задньомоторну задньопривідну модель презентували 1937 разом з більшою моделлю Tatra 87. Вона була коротшою на 47 см, мала 4-циліндровий опозитний мотор об'ємом 1749 см³ і потужністю 40 к.с.. Авто розвивало швидкість 130 км/год. Пізніші моделі мали електропоказники поворотів. Виробництво припинили після анексії Чехословаччини задля усунення конкурента Volkswagen «Жук». Після війни виробництво Tatra 97 не відновили. За розмірами і зовнішнім виглядом Tatra 97, як і Tatra V 570, була найближчою до VW Käfer серед інших моделей компанії Tatra.

### Технічні дані Tatra 97
|                    |                                                                            |
| Розміри            | Параметри                                                                  |
| Роки випуску:      | 1937-1939                                                                  |
| Довжина:           | 4270 мм                                                                    |
| Ширина:            | 1610 мм                                                                    |
| Висота             | 1450 мм                                                                    |
| Колісна база:      | 2600 мм                                                                    |
| Колія              | 1300 мм                                                                    |
| Маса порожнього:   | 1510 кг                                                                    |
| Просвіт:           | 210 мм                                                                     |
| Мотор              | 1×4-циліндровий повітряного охолодження, один вентилятор охолодження       |
| Потужність мотору: | 40 к.с. при 3500 об/хв                                                     |
| Об'єм мотору       | 1749 см³                                                                   |
| Щеплення :         | однодискове мокре (Komet Mecano), КП 4-ступінчаста, 3-4 з синхронізаторами |
| Швидкість :        | 130 км/год.                                                                |
| Витрата пального:  | 11 л на 100 км                                                             |
| Конструктор:       | Ганс Ледвінка                                                              |